# Ramin Həsənov

Ramin Həsənov

Ramin Muzaffar oglu Hasanov (aserbaidschanisch Ramin Müzəffər oğlu Həsənov; * 7. November 1977) ist ein aserbaidschanischer Diplomat, zur Zeit außerordentlicher und bevollmächtigter Botschafter der Republik Aserbaidschan in der Republik Korea. Er war von 2016 bis 2022 außerordentlicher und bevollmächtigter Botschafter der Republik Aserbaidschan in der Bundesrepublik Deutschland.

## Leben
Nach dem Abitur 1994 begann er sein Studium an der Fakultät für Internationale Beziehungen und Völkerrecht an der Staatlichen Universität Baku. 1998 schloss er sein Bachelor- und 2000 Masterstudium ab. 1999 war er Teilnehmer des Internationalen Diplomatenlehrgangs des Auswärtigen Amtes der Bundesrepublik Deutschland. Hasanov spricht Aserbaidschanisch, Deutsch, Englisch, Russisch und Türkisch, er ist verheiratet, hat zwei Kinder.

## Diplomatische Laufbahn
Hasanov ist seit 1999 im diplomatischen Dienst der Republik Aserbaidschan. Von 1999 bis 2000 arbeitete er als Referent und Attaché des Departments für Europa, USA und Kanada im Außenministerium der Republik Aserbaidschan. Von 2000 bis 2003 war er als Attaché und 3. Sekretär der Botschaft der Republik Aserbaidschan in der Bundesrepublik Deutschland tätig. Von 2003 bis 2004 arbeitete er als 3. und 2. Sekretär des Ersten West-Departments im Außenministerium der Republik Aserbaidschan. Von 2004 bis 2005 war er 2. Sekretär des Departments für Völkerrecht und Verträge im Außenministerium der Republik Aserbaidschan. 2005 wurde Hasanov als 2. Sekretär in die Botschaft der Republik Aserbaidschan in der Schweiz versetzt. Später wurde er 1. Sekretär und Botschaftsrat der Botschaft. Von 2009 bis 2010 war er als Referatsleiter, von 2010 bis 2013 als stellvertretender Leiter im Department für Völkerrecht und Verträge im Außenministerium der Republik Aserbaidschan tätig. 2013 wurde Hasanov zum Leiter des Departments für Völkerrecht und Verträge im Außenministerium der Republik Aserbaidschan ernannt und arbeitete in diesem Amt bis 2016. Ab dem 7. September 2016 war er Außerordentlicher und bevollmächtigter Botschafter der Republik Aserbaidschan in der Bundesrepublik Deutschland. Ramin Hasanov wurde am 24. Juli 2009 mit der Medaille zum 90. Jubiläum der diplomatischen Dienstorgane der Republik Aserbaidschan ausgezeichnet. Nach dem Erlass des Präsidenten der Republik Aserbaidschan mit Nr. 2340 vom 7. Juli 2012 wurde ihm die Medaille zur Auszeichnung im diplomatischen Dienst verliehen. Hasanov hat sein Land im Rahmen offizieller Delegationen der Republik Aserbaidschan bei zahlreichen bilateralen und multilateralen Veranstaltungen vertreten. Mit dem Erlass des Präsidenten der Republik Aserbaidschan mit Nr. 1320 vom 9. Juli 2019 wurde ihm der höchste diplomatische Rang eines außerordentlichen und bevollmächtigten Botschafters verliehen. 2022 wurde er im Amt des aserbaidschanischen Botschafters in Deutschland von Nasimi Aghayev abgelöst. Seit August 2022 ist er Botschafter der Republik Aserbaidschan in der Republik Korea.